# Capitão Leônidas Marques
Capitão Leônidas Marques este un oraș în Paraná (PR), Brazilia.